# 빌라노바트루스케두
빌라노바트루스케두(Villanova Truschedu), 사르데냐어로는 비다 노아 트루스케두(Bidda Noa Truschedu)는 이탈리아 사르데냐 주 오리스타노도에 있는 코무네이다. 칼리아리에서 북서쪽으로 약 90 킬로미터 (56 mi) 떨어져 있으며, 오리스타노에서 북동쪽으로 약 15 킬로미터 (9 mi) 떨어져 있다. 2004년 12월 31일 기준으로 인구는 335명이고 면적은 16.5 제곱킬로미터 (6.4 mi2)이다.
빌라노바 트루스케두는 다음 코무네와 접한다: 포르돈지아누스, 올라스트라, 파울릴라티노, 제르팔리우.